# Cespitularia erecta
Cespitularia erecta är en korallart som beskrevs av Macfadyen 1936. Cespitularia erecta ingår i släktet Cespitularia och familjen Xeniidae. Inga underarter finns listade i Catalogue of Life.